# 丹生村 (奈良県)
丹生村（にゅうむら）は奈良県中部、吉野郡に属していた村。現在は下市町の南部。

## 歴史
- 1912年（明治45年）7月1日 - 南芳野村が分割され、大字丹生・長谷・谷・西山・貝原・黒木の区域をもって発足。
- 1956年（昭和31年）9月30日 - 下市町に編入。同日丹生村廃止。

## 名所・旧跡・観光スポット・祭事・催事
- 丹生川上神社下社